# 松本あゆ美
松本 あゆ美（まつもと あゆみ、1986年11月24日 - ）は、日本のタレント、キャスター、気象予報士である。所属事務所はセント・フォース。身長158cm。
群馬県富岡市出身。東京農業大学第二高等学校、日本女子大学理学部数物科学科卒業。

## 略歴
- 2007年5月1日 - 田中みのりと共にウェザーニューズ『おは天』第6期キャスターとしてデビュー（関東地区担当）。
- 2007年8月 - ウェザーニューズ『ドライビングウェザー』土曜・日曜担当。
- 2007年8月31日 - 任期満了に伴い『おは天』を降板。
- 2007年10月 - 2007年度『ミス日本女子大学グランプリ』獲得。
- 2007年12月30日 - この日の『ドライビングウェザー』出演をもってウェザーニューズを退社。
- 2008年 - セント・フォースに所属。
- 2008年4月21日 - NECビッグローブ『シネマスクランブルTV』MC。
- 2008年10月4日 - TBS系列『情報7days ニュースキャスター』お天気キャスター。
- 2009年10月13日 - TBS『ビジネス・クリック』 ナビゲーター（火曜担当）。
- 2009年11月2日 - 『ビューティアナ ウィークリーカレンダー2010』（小学館）発売。
- 2009年11月24日 - 1st写真集『あゆ美ら（あゆちゅら）』（ワニブックス）発売、11月28日紀伊国屋書店新宿本店にて握手会。
- 2010年2月18日 - 『原色美人キャスター大図鑑 cent.Force Perfect File 〜週刊文春グラビア特別編集〜』（文藝春秋）発売。
- 2010年4月1日 - NHK総合テレビ『みんなでニホンGO!』MC。
- 2010年4月2日 - Ustream『ら』特別編ゲスト。
- 2010年7月 - 『松本あゆ美のNHK（なんか・へんな・かんじ）講座』（祥伝社）発売、8月7日福家書店銀座店にて握手会。
- 2011年7月14日 - NHK総合テレビ『セカイでニホンGO!』MC。
- 2011年11月23日 - 『Talk & Reading やわらぎ〜from me to you〜』（ユニバーサルミュージック）発売。
- 2011年12月11日 - セント・フォース Presents "やわらぎ From Me To You"　Talk & Reading 出演。
- 2012年3月5日 - 自身初のラジオのレギュラー・TBSラジオ『キャイ〜ンのおのれっ、この・・・傾奇者がぁ〜!!』がスタート。
- 2012年4月2日 - 自身初のMC（金曜日のみ）を別所哲也と組んで担当するBSジャパン『NIKKEI×BS LIVE 7PM』がスタート。
- 2012年6月30日 - 『情報7days ニュースキャスター』のお天気キャスターを降板。
- 2013年10月11日 - Eテレ『スクールライブショー』MC。
- 2014年1月11日 - BS11『BSイレブン競馬中継』、『うまナビ!イレブン』土曜担当アシスタント。
- 2015年4月3日 - 9月25日 テレビ東京『 チャージ730!』チャージガール!（金曜日担当）。
- 2015年4月13日 - Eテレ『NHK高校講座数学I』MC。
- 2016年12月25日 -『BSイレブン競馬中継』、『うまナビ!イレブン』土曜担当アシスタントを降板。
- 2017年10月 -  気象予報士の試験に合格。
- 2021年9月28日 - 自身のインスタグラムにて結婚・妊娠を報告[1]。
- 2021年12月18日 - 自身のインスタグラムにて第1子となる男児を出産[2]。

## 出演番組
★：出演中

### テレビ
- ウェザーニュースUpdate（BSデジタル910ch）
- 天気のチカラ 第33話 体感温度のチカラ（BSデジタル910ch）
- 全国一斉!日本人テスト（2008年6月5日、フジテレビ）
- CDTVスペシャル!年越しプレミアライブ（2009年12月31日 - 2010年1月1日、TBS） - EXILEのMATSUと共に天気予報を担当。
- 新参者 第1話（2010年4月18日、TBS） - 前橋京子 役
- みんなでニホンGO!（2010年4月1日 - 9月30日、12月25日、NHK総合） - MC
  - セカイでニホンGO!（2011年7月14日 - 10月20日、NHK総合） - MC
- ビジネス・クリック（2009年10月13日 - 2011年9月27日、TBS） - ナビゲーター（火曜担当）
- 踊る!さんま御殿!!　恋愛の達人 vs. 恋愛ダメ芸能人 - 2011年11月1日
- 情報7days ニュースキャスター（2008年10月4日 - 2012年6月30日、TBS） - お天気キャスター
- NIKKEI×BS LIVE 7PM（2012年4月2日 - 2013年3月29日、BSジャパン）
- ゴルフ宮里道場（2011年4月4日 - 2013年3月25日 、テレビ東京）
- スクールライブショー（2013年10月11日 - 2014年3月28日、Eテレ） - サバンナとともに司会を担当。
- チャンネル生回転TV Allザップ!・日替わりセントフォース（2014年10月6日 - 2015年3月2日、BSスカパー!）
- おかえり / おかえり ウィークエンド[3]（2014年4月 - 2015年5月、J:COM・Jテレ）
- チャージ730!（2015年4月3日 - 9月25日 、テレビ東京）- チャージガール!（金曜日担当）[4]
- うまナビ!イレブン（2014年1月11日 - 2016年12月25日、BS11）- 土曜キャスター[5]
- 関根勤 KADENの深い夜（2017年4月5日 - 9月27日、BS11） - 二代目Bar11バーテンダー
- 趣味どきっ!今どきっ!ゴルフ（2017年9月4日 - 10月30日 、NHK Eテレ）
- 大漁!?釣りバカの旅（2018年4月14日、BSジャパン）
- なかい君の学スイッチ（2017年11月13日 - 2018年9月25日、TBS）
- NHK高校講座 数学I（2015年4月13日 - 2021年2月22日、NHK Eテレ）
- 照英・児島玲子の最強!釣りバカ対決!!（2019年5月6日・6月24日、2019年8月22日 - 、BS日テレ）

### ラジオ
- ここはふるさと旅するラジオ（2010年11月18日、NHKラジオ第1、NHK-FM）
- キャイ〜ンのおのれっ、この・・・傾奇者がぁ〜!! （2012年3月5日 - 2014年3月31日、TBSラジオ）
- キャイ〜ンの、今宵も最高潮 大儀であった!（2014年4月7日 - 12月29日、TBSラジオ）
- アース製薬 Dream Shot～ 輝け！ゴルファー（2016年6月25日- 2021年3月27日、TOKYO FM）- コースリポーター

### インターネット
- シネマスクランブルTV（2008年 - 2009年、NECビッグローブ） - MC

### ポッドキャスト
- 松本あゆ美の晴れたらいいね！おじさま!!（2013年4月 - 2014年3月、ポッドキャスト）

## CM
- ポーラ化粧品「ホワイティシモ」（2010年3月1日 - ）
同事務所所属でポーラメインキャラクターの小林麻央を中心とした7人がニュース番組のキャスターという設定で出演。
- サントリーフーズ「BOSS 贅沢微糖」（2010年9月 - ）
「ホワイティシモ」でも共演していた高樹千佳子、山岸舞彩と共にお天気キャスター役で出演。
- ゼビオグループ「Real toning」
- 貝印「KAI RAZOR」
同事務所所属の杉崎美香を中心とした5人の女子アナが男性青年の合コンするという設定で出演。
- 第一興商「BIG ECHO」
具志堅用高、藤森慎吾、ローラ等と共演。
- 洋服の青山[6]
女性用スーツ「アンカーウーマン」の商品CMキャラクター。同事務所所属の皆藤愛子、谷中麻里衣と共演

## 雑誌グラビア
- ビッグコミックスピリッツ（2009年、小学館）

## 書籍
- 松本あゆ美のNHK（なんか・へんな・かんじ）講座（2010年7月27日、祥伝社）ISBN 978-4396613730
『みんなでニホンGO!』の同名コーナーを書籍化したもので、同番組スタッフとの共同編著。

### 写真集
- あゆ美ら（あゆちゅら、2009年11月24日、ワニブックス、撮影：Takeo Dec.）ISBN 978-4847042171

## CD
- 『Talk & Reading やわらぎ〜from me to you〜』（2011年、ユニバーサルミュージック）